# Granta
Granta es una revista literaria y editorial del inglesa cuya misión se centra en su "creencia en el poder y la urgencia de la historia, tanto en ficción como en no ficción, y la capacidad suprema de la historia para describir, iluminar y hacer realidad". E n 2007, The Observer declaró: "En su combinación de memorias y fotoperiodismo, y en su defensa de la ficción realista contemporánea, Granta tiene el rostro presionado firmemente contra la ventana, decidido a presenciar el mundo".
Granta ha publicado veintisiete premios Nobel de Literatura. La literatura publicada por Granta gana regularmente premios como el Premio Forward, el Premio TS Eliot, el Premio Pushcart y más.
Desde 2003 se publica en España Granta en español, decana de las ediciones extranjeras de la revista, la cual no es mera traducción de los ejemplares ingleses, sino edición propia con que incorpora material hispanoamericano.

## Historia
Granta fue fundada en 1889 por estudiantes de la Universidad de Cambridge como The Granta, editada por RC Lehmann (quien más tarde se convirtió en uno de los principales contribuyentes de Punch ). Comenzó como una publicación periódica de la política, las chanzas, y creaciones literarias estudiantiles. El título se tomó del nombre medieval del Cam, el río que atraviesa la ciudad, nombre hoy usado solo para dos de sus afluentes. Uno de los primeros editores de la revista fue RP Keigwin, el jugador de críquet inglés y erudito danés; en 1912-13 el editor fue el poeta, escritor y crítico Edward Shanks .
De esta forma, la revista tuvo una larga y distinguida historia. La revista publicó juveniles de varios escritores que luego se hicieron famosos: Geoffrey Gorer, William Empson, Michael Frayn, Ted Hughes, AA Milne Sylvia Plath, Bertram Fletcher Robinson, John Simpson y Stevie Smith.

## Renacimiento
Durante la década de 1970, la publicación, que enfrentaba dificultades financieras y niveles crecientes de apatía estudiantil, fue rescatada por un grupo de posgraduados, incluido el escritor y productor Jonathan Levi, el periodista Bill Buford y Peter de Bolla (hoy profesor de Historia Cultural y Estética en Universidad de Cambridge ). En 1979, se relanzó con éxito como una revista de "nueva escritura", con escritores y audiencia provenientes del mundo más allá de Cambridge. Bill Buford (quien escribió Among the Thugs originalmente como un proyecto para la revista) fue el editor durante los primeros 16 años en la nueva encarnación. Ian Jack lo sucedió, editando Granta desde 1995 hasta 2007.
En abril de 2007, se anunció que Jason Cowley, editor del Observer Sport Monthly, sucedería a Jack como editor en septiembre de 2007. Cowley rediseñó y relanzó la revista; también lanzó un nuevo sitio web. En septiembre de 2008, se fue cuando fue seleccionado como editor del New Statesman.
Alex Clark, ex editora literaria adjunta de The Observer, lo sucedió como la primera editora mujer de Granta. A fines de mayo de 2009, Clark dejó la publicación y John Freeman, el editor estadounidense, se hizo cargo de la revista.
Al 2006, la circulación de Granta's circulation era de casi 50,000.

## Crítica
En 2014, Carles Geli de El País describió a Granta como «mítica».

## Propiedad
En 1994, Rea Hederman, propietaria de The New York Review of Books, adquirió una participación mayoritaria en la revista. En octubre de 2005, Sigrid Rausing compró el control de la revista, y era, en 2021, la presidente de la editorial.

## Libros Granta
En 1989, el entonces editor Buford fundó Granta Books. El objetivo declarado de Granta para su sello de publicación de libros es publicar trabajos que "estimulen, inspiren, aborden preguntas difíciles y examinen períodos intrigantes de la historia". La propietaria, Sigrid Rausing, ha expresado abiertamente su objetivo de mantener estos estándares tanto para la revista como para el sello del libro, y le dijo al Financial Times : "[Granta] no publicará ningún libro que no se pueda extraer de la revista. Utilizamos la revista como criterio para nuestros libros... Ya no vamos a mirar lo que vende como una especie de argumento, porque me parecía que estábamos en peligro de perder la inventiva sobre lo que queríamos hacer”. Los autores publicados por Granta Books incluyen a Michael Collins, Simon Gray, Anna Funder, Tim Guest, Caspar Henderson, Louise Stern y Olga Tokarczuk.
Cuando Rausing compró Granta, trajo consigo la editorial Portobello Books. Granta Books y Portobello Books son distribuidos por The Book Service en el Reino Unido. Granta Books son distribuidos por Ingram Publisher Services en los Estados Unidos.

## GrantaLo mejor de los jóvenes novelistas británicos
En 1983, Granta en su número 7º publicó una lista de 20 jóvenes novelistas británicos como nombres a tener en cuenta en el futuro.  Desde entonces, la revista ha repetido su reconocimiento a escritores emergentes en 1993 (número 43.º), 2003 (81.º) y 2013 (123.º). En 1996 (54.º), Granta publicó una lista similar de jóvenes novelistas estadounidenses prometedores, que se repitió durante 2007 (97.º). En 2010, el número 113.º de Granta estuvo dedicado a los mejores jóvenes novelistas de habla hispana. Muchas de las selecciones han sido proféticas. Al menos 12 de los identificados han ganado posteriormente o han sido preseleccionados para importantes premios literarios como el Premio Booker y el Premio Whitbread.

## GrantaLo mejor de jóvenes novelistas en lengua española
|  | - Andrés Barba - Oliverio Coelho - Federico Falco - Pablo Gutiérrez - Rodrigo Hasbún - Sonia Hernández - Carlos Labbé - Javier Montes - Elvira Navarro - Matías Néspolo - Andrés Neuman - Alberto Olmos - Pola Oloixarac - Antonio Ortuño - Patricio Pron - Lucía Puenzo - Andrés Ressia Colino - Santiago Roncagliolo - Samanta Schweblin - Andrés Felipe Solano - Carlos Yushimito - Alejandro Zambra | - Andrea Abreu - José Adiak Montoya - David Aliaga - Carlos Manuel Álvarez - José Ardila - Gonzalo Baz - Miluska Benavides - Martín Felipe Castagnet - Andrea Chapela - Camila Fabbri - Paulina Flores - Carlos Fonseca - Mateo García Elizondo - Aura García-Junco - Munir Hachemi - Dainerys Machado Vento - Estanislao Medina Huesca - es - Alejandro Morellón - Michel Nieva - Mónica Ojeda - Eudris Planche Savón - Irene Reyes-Noguerol - Aniela Rodríguez - Diego Zúñiga |

## Otras lecturas
- The Best of Granta Reportage. Granta Books in association with Penguin Books. 1994. ISBN 978-0-14-014071-2.